# أنطونيو كاستيلانوس
أنطونيو كاستيلانوس (بالإسبانية: Antonio Castellanos Basich)‏ هو رسام مكسيكي، ولد في 5 مارس 1946.